# John Yarwell
John Yarwell (Inghilterra, ... – 1708) è stato un ottico inglese.

## Biografia
Fu, con John Marshall, tra i più importanti costruttori inglesi di microscopi tra la fine del Seicento e l'inizio del Settecento. In particolare si ricordano i suoi microscopi a tripode, fabbricati con tre lenti .
Nella sua bottega londinese, prima in St. Paul Churchyard poi in Ludgate Street, costruiva e vendeva inoltre telescopi, occhiali e prismi.